# Sainte-Marie-des-Champs
Sainte-Marie-des-Champs là một xã thuộc tỉnh Seine-Maritime trong vùng Normandie miền bắc nước Pháp.

## Dân số
| 1962                                       | 1968 | 1975 | 1982 | 1990 | 1999 | 2006 |
| ------------------------------------------ | ---- | ---- | ---- | ---- | ---- | ---- |
| 499                                        | 501  | 631  | 1238 | 1462 | 1554 | 1618 |
| Bắt đầu từ 1962: Dân số không tính hai lần |      |      |      |      |      |      |